# Federation of Oils, Seeds and Fats Associations
Die Federation of Oils, Seeds and Fats Associations (FOSFA) ist eine Vereinigung von Produzenten, Händlern, Transporteuren und Aufsichtsführenden im weltweiten Handel mit Ölen, Ölsaaten und Fetten. FOSFA erstellt Vorlagen für Verträge, die die Erfahrungen der Aktiven im Handel widerspiegeln und somit optimal auf deren Anforderungen abstimmen sollen. Neben diesen Verträgen und den für den Handel erforderlichen Prüf- und Abnahmevorschriften wird auch Schlichtung und Arbitration in Streitfällen angeboten. Dabei orientieren sich die FOSFA-Kontrakte nicht am UN-Kaufrecht und schließen sogar den Rechtsweg aus, solange die Arbitration im Rahmen der FOSFA noch nicht abgeschlossen ist.
FOSFA behauptet, dass 85 % aller globalen Handelsaktivitäten unter FOSFA-Verträgen gehandelt werden. Während FOSFA-Verträge den Überseehandel mit Ölsaaten dominieren werden im deutschen Handel vorwiegend die Einheitsbedingungen im Deutschen Getreidehandel, in Österreich die Usancen der Börse für landwirtschaftliche Produkte in Wien, Teil A Allgemeine Bestimmungen und Teil B Sonderbestimmungen für den Handel mit einzelnen Waren sowie in der Schweiz die Usancen der Schweizer Getreidebörse verwendet.

## Geschichte
Nach der Entdeckung der Margarineherstellung bildeten sich in englischen Häfen Ölmühlen, von denen einige sich schon 1863 zur Linseed Association zusammenschlossen. Ziel dieser Organisation war die Festlegung von Standards im Handel. Später folgten auch Normen für Zusätze, Gebühren usw., die sie in Vertragsvorlagen veröffentlichten. 1891 wurde die Linseed Association in die Incorporated Oils Seeds Association (IOSA) umbenannt. 1971 schloss sich die IOSA mit drei weiteren Organisationen, der London Oil and Tallow Trades Association (gegr. 1910), der London Copra Association (gegr. 1913) und der Seed, Oil, Cake and General Produce Association (gegr. 1935) zusammen und formte die FOSFA.

## Wirkung und Veröffentlichungen
Bei Entscheidungen der Welternährungsorganisation (FAO) wirkt die FOSFA als beratendes Gremium mit. So werden die beispielsweise die FOSFA-Vorschriften zur Tankreinigung für (Speise)Öltransporte von der FOA übernommen. FOSFA-Vertragsvorlagen sind auch die wichtigste Grundlage für die Palmölkontrakte im Europäischen Handel mit Palmöl.
Der Verband veröffentlicht Informationen im FOSFA Circular (Rundschreiben) die Mitglieder. Diese werden vierteljährlich, Ende März, Juni, September und Dezember sowie bei Bedarf zusätzlich veröffentlicht.

## Organisation
FOSFA International steht das Council vor. Aktuell ist C.E. Berry (F R Waring (International) (Pty) Ltd) Präsident. Ihm stehen mehrere Deputy-Presidents zur Seite:
- G Patel, Aumcom Oils Sdn Bhd
- S Bigwood, (Cargill PLC)
- K Hellquist, AarhusKarlshamn Sweden AB
- H Kant, Representing NOFOTA
- R W van Kempen, Nidera Handelscompagnie BV
- G Vanmarcke A de Winter, Geert Vanmarcke
- E Zombory, Agrocrop Srl

Die Detailarbeit findet in Komitees statt, denen häufig Deputy-Präsidenten vorsitzen:
- Ölsaaten-Komitees (Oilseeds Committee), Vorsitz: S. Bigwood
- Öle und Fette-Komitee (Oils and Fats), Vorsitz: A. de Winter
- Kontrakte-Komitee (Contracts), Vorsitz: Geert Vanmarcke
- Technisches Komitee (Technical), Vorsitz: D. Allen
- Arbitration und Schlichtungsaufrufe (Arbitration and Appeals) R.A. Barber

### Mitglieder
Mitglieder werden unterschieden nach
- Händlern (Trading Member, A1-3)
- Voll/Assoziierten Brokern (Broker B1-2)
- Aufsichtsführenden (Superintendent, C)
- Voll/Assoziierten Analytikern (Analystm, L1-2)
- Voll/Assoziierten Nicht-Händlern (Non-Trading E1-2)
- Verwandte Organisationen (Kindred, K)

## Assoziationen
Die FOSFA ist in drei Arbeitsgruppen der Internationalen Organisation für Normung (ISO) als A-Liaison vertreten, d. h. die Beiträge werden als effektive Beiträge zur Arbeit der ISO verstanden.